# Lijst van voetballers - L
Dit is een lijst van voetballers met een artikel op Wikipedia van wie de achternaam begint met de letter L.

## La

### Laa
- Koen van de Laak
- Johannes Laaksonen
- Olavi Laaksonen
- Pasi Laaksonen
- Saku Laaksonen
- Martin Laamers
- Harry van der Laan
- Martijn van der Laan
- Sam de Laat

### Lab
- Kodjo Fo-Doh Laba
- Gaëtan Laborde
- Zakaria Labyad
- Leroy Labylle

### Lac
- Marius Lăcătuş
- Medhi Lacen
- Vincent Lachambre
- Darryl Lachman
- Bernard Lacombe
- Guy Lacombe
- Léo Lacroix

### Laf
- David Lafata

### Lag
- Pekka Lagerblom
- Soufiane Laghmouchi
- Anastasios Lagos
- Nayib Lagouireh
- Antonino La Gumina

### Lah
- Mayckel Lahdo
- Eino Lahti
- Aki Lahtinen

### Lai
- Lai Sun Cheung
- Stefan Lainer

### Lak
- Toshio Lake
- Srđan Lakić
- Vassilis Lakis

### Lal
- Altin Lala
- Kenny Lala

### Lam
- Thomas Lam
- Bernard Lama
- Jeroen Lambers
- Paul Lambert
- Rickie Lambert
- Raoul Lambert
- Lars Lambooij
- Michael Lamey
- Gregory Lammers
- Jan Lammers
- Sabri Lamouchi
- Frank Lampard
- Carlos Lampe
- Veli Lampi
- Kostas Lamprou

### Lan
- Stefan Landberg
- Rolf Landerl
- Denny Landzaat
- Ádám Lang
- Paul de Lange
- Jesper Lange
- Rune Lange
- Pieter Langedijk
- Robert Langers
- Sebastian Langkamp
- Yoann Langlet
- Marco Lanna
- Dyllan Lanser
- Marcus Lantz
- Damián Lanza
- Manuel Lanzarote

### Lap
- Tomasz Łapiński

### Laq
- Bertrand Laquait

### Lar
- Christian Lara
- Aron van Lare
- Jean-François Larios
- Henrik Larsen
- John Larsen
- Lars Olden Larsen
- Preben Elkjær Larsen
- Søren Larsen
- Henrik Larsson
- Sebastian Larsson
- Jacob Une Larsson
- Pentti Larvo

### Las
- Theo Laseroms
- Richard Lásik
- Lilian Laslandes
- August Lass
- Jan Laštůvka

### Lat
- Daniel Latkowski
- Grzegorz Lato
- Iasmin Latovlevici
- Bart Latuheru

### Lau
- Andreas Laudrup
- Brian Laudrup
- Michael Laudrup
- Kari Laukkanen
- Lucien Laurent
- John Lauridsen
- Armand Laurienté
- Jacob Laursen
- Martin Laursen

### Law
- Denis Law
- Garba Lawal
- Muda Lawal
- Dennis Lawrence
- James Lawrence
- Liam Lawrence

### Lay
- Stephen Laybutt
- Miguel Layún

### Laz
- Costin Lazăr
- Valentin Lazăr
- Valentino Lazaro
- Boban Lazić
- Vlatko Lazić
- Norfran Lazo
- Danko Lazović
- Andrea Lazzari
- Manuel Lazzari

## Le

### Lea
- James Lea Siliki

### Leb
- Mikołaj Lebedyński
- Karina LeBlanc
- Antônio Lebo Lebo

### Lec
- Mathew Leckie
- Benjamin Lecomte

### Led
- Froylán Ledezma
- Igor Ledjachov

### Lee
- Lee Bum-young
- Lee Myung-joo
- Rob Lee
- Sammy Lee
- Lee Seung-gi
- Lee Seung-woo
- Urvin Lee
- Lee Yong
- Lee Young-pyo
- Tommie van der Leegte
- Ken Leemans
- Benjamin van Leer
- Ilja van Leerdam
- Kelvin Leerdam
- Rolf Leeser
- Melvin de Leeuw
- Michael de Leeuw
- Marcellino van der Leeuw
- Timon van Leeuwen
- Tonny van Leeuwen
- Peter Leeuwenburgh
- John Leeuwerik
- Ramon Leeuwin

### Lef
- Enzo Le Fée

### Leh
- Mika Lehkosuo
- Frank Lehmann
- Jens Lehmann
- Stephan Lehmann
- Aatos Lehtonen
- Jukka Lehtovaara

### Lei
- Christoph Leitgeb
- Andreas Leitner
- Maxim Leitsch

### Lej
- Martin Lejsal

### Lek
- Jerko Leko
- Ivan Leko
- Magnus Lekven

### Lel
- Christian Lell
- Jeroen van der Lely

### Lem
- Dennis Lemke
- Stav Lemkin

### Len
- Ivan Lendrić
- Clément Lenglet
- Benny Lennartsson
- Jeremain Lens
- Jacob Lensky
- Abe Lenstra

### Leo
- Leonardo (Nascimento de Araujo)
- Leonardo (dos Santos Silva)
- Leonardo (de Vitor Santiago)
- Øyvind Leonhardsen

### Lep
- Johann Lepenant

### Ler
- Lukas Lerager
- Peter Lérant
- André Lerond
- Jérôme Leroy

### Les
- Mateo Leš
- Andrzej Lesiak
- Joleon Lescott
- Marek Leśniak
- Sebastian Leszczak

### Let
- Juan Carlos Letelier
- Lionel Letizi
- Léon Letsch
- Timo Letschert
- Reneilwe Letsholonyane
- Sjaak Lettinga

### Leu
- Thilo Leugers

### Lev
- Evgeniy Levchenko
- Ohad Levita
- Virgilio Levratto

### Lew
- Mariusz Lewandowski
- Robert Lewandowski
- Fernando Lewis
- Jamal Lewis

## Li
- Li Weifeng

### Lic
- Stephan Lichtsteiner

### Lie
- Mart Lieder
- Nils Liedholm
- Liédson
- Roël Liefden
- Elmo Lieftink
- Dimitri Liénard
- Tijn van Lier
- Marcel Liesdek
- Eddy Lievens
- Matthias Lievens

### Lif
- Gérard Lifondja

### Lig
- Jonathan Ligali
- Ruben Ligeon
- Matthijs de Ligt
- Martín Ligüera

### Lih
- Werner Lihsa

### Lil
- Stefano Lilipaly
- Kristine Lilly

### Lim
- Antoni Lima
- Ildefons Lima
- Josimar Lima
- Dominggus Lim-Duan
- Dimitris Limnios

### Lin
- Antoine van der Linden
- Jop van der Linden
- Janne Lindberg
- Klaus Lindenberger
- Anders Linderoth
- Tobias Linderoth
- August Lindgren
- Rasmus Lindgren
- Tommy Lindholm
- Hans Lindman
- Joel Lindpere
- Thomas Lindrup
- Jesper Lindstrøm
- Gary Lineker
- Karol Linetty
- Oscar Linnér
- Martin Linnes
- Samuel Lino
- Bryan Linssen
- Edwin Linssen
- Jan Linssen
- Sjoerd Linssen
- Evert Linthorst
- Roland Linz

### Lip
- Patrick Lip
- Mika Lipponen
- Patryk Lipski

### Lit
- Jari Litmanen
- Brian Little

### Liu
- Ismo Lius

### Liv
- Marko Livaja
- Dominik Livaković
- Fabio Liverani

### Liz
- Bixente Lizarazu

## Lj
- Bohdan Ljednjev
- Zlatan Ljubijankič
- Danijel Ljuboja
- Goran Ljubojević
- Roger Ljung
- Anders Ljungberg
- Fredrik Ljungberg

## Ll
- Fernando Llorente
- Hugo Lloris

## Lo
- Jermano Lo-Fo-Sang

### Lob
- Miroslav Lobantsev
- Julen Lobete
- Bogdan Lobonț
- Noegzar Lobzjanidze

### Loc
- Jürgen Locadia
- Tony Lochhead

### Lod
- Robin Lod
- Patrick Lodewijks
- Joeri Lodygin

### Loe
- Youri Loen
- Andrij Loenin
- Andrej Loenjov
- Oleh Loezjny

### Lof
- Nat Lofthouse
- Ruben Loftus-Cheek

### Lok
- Karl Petter Løken
- Ton Lokhoff
- Jason Lokilo

### Lol
- Joe Lolley

### Lom
- Steve Lomas
- Claudio Lombardelli
- Attilio Lombardo
- Mattia Lombardo
- Marko Lomić
- Aleksandr Lomovitski

### Lon
- Pavel Londak
- Shane Long
- Didi Longuet
- Peter Lönn

### Loo
- Brian van Loo
- Niek Loohuis
- Stijn de Looijer
- Mark Looms
- Glenn Loovens

### Lop
- Cecilio Lopes
- Julen Lopetegui
- Christian Lopez
- Claudio López
- Dante López
- Gustavo López
- Iván López
- Jordi López
- Jorge López
- Luis López Fernández
- Luis López Rekarte
- Osman López
- Wálter López

### Lor
- Tyrone Loran
- Kasper Lorentzen
- David Loria

### Los
- Hernán Losada
- Giacomo Losi

### Lot
- Jordan Lotomba

### Lou
- Eli Louhenapessy

### Lov
- Loïc Loval
- Peter Løvenkrands
- Goran Lovre
- Krunoslav Lovrek
- Dejan Lovren

### Low
- Wolfram Löwe

### Loy
- Zach Loyd

### Loz
- Harold Lozano
- Hirving Lozano

## L
- Sayfallah Ltaief

## Lu

### Lua
- Luan

### Lub
- Włodzimierz Lubański

### Luc
- Alessandro Lucarelli
- Cristiano Lucarelli
- Ayrton Lucas
- Jhonny Lucas
- Jesús Lucendo
- Luciano
- Lúcio
- Theo Lucius
- Andreas Luckermans

### Luf
- Michael Lüftner

### Luh
- Ľubomír Luhový

### Lui
- Kees Luijckx
- Gijs Luirink
- Miguel Luís

### Luj
- Ramon Lujano Benevides

### Luk
- Romelu Lukaku
- Darko Lukanović
- Damian Łukasik
- George Luke
- Assani Lukimya-Mulongoti
- Jody Lukoki
- Aleksandar Luković
- Filip Lukšík
- Jordan Lukaku

### Lul
- Karlo Lulić
- Senad Lulić

### Lum
- Michael Lumb

### Lun
- Diego Luna
- Víctor Luna
- Mario de Luna
- Andreas Lund
- Silviu Lung
- Claus Lundekvam

### Luo
- Massimo Luongo

### Luq
- Albert Luque

### Lur
- Anthony Lurling

### Lus
- Mikael Lustig
- Mauro Lustrinelli

### Lut
- Andreas Luthe

## Ly
- Lyanco
- Nikos Lyberopoulos
- Pål Lydersen
- Charalampos Lykogiannis
- Senne Lynen
- Mikhail Lysov

A · B · C · D · E · F · G · H · I · J · K · L · M · N · O · P · Q · R · S · T · U · V · W · X · Y · Z